# Tuvia Grossman
Tuvia Grossman ist ein US-amerikanischer Jude, der 2000 während der Zweiten Intifada fälschlicherweise als misshandelter  Palästinenser identifiziert worden war. Die Nachrichtenagentur Associated Press gab ein Bild heraus, welches ihn blutend zusammengesunken vor einem israelischen Polizisten mit erhobenem Schlagstock zeigte.

## Hintergrund
Grossman, der an der englischsprachigen Jeschiwa Bais Yisroel in Neve Yaakov in Ostjerusalem studierte, war in dem arabischen Viertel Wadi el-Joz mit zwei Freunden in einem Taxi unterwegs. Das Fahrzeug wurde von einem Mob von 40 Arabern gestoppt, die Schüler aus dem Taxi gezerrt, geschlagen und misshandelt. Grossman gelang es, zu einer Tankstelle zu fliehen, wo er von einem israelischen Polizisten geschützt wurde. In dem Moment wurde das Foto erstellt.
Das Bild wurde während der Zweiten Intifada unter anderem in der New York Times, über Associated Press, im Wall Street Journal und weltweit in anderen Medien veröffentlicht. Es stellte sich erst später heraus, dass es sich nicht um einen zusammengeschlagenen Palästinenser handelte.
Der Vater Tuvias beschwerte sich in einem Leserbrief an die NYT, was ein erhebliches Presseecho zur Folge hatte. Ebenso wurden Libération und AP zu Zahlung von Schmerzensgeld verurteilt.
Der Polizist Gideon Tzefadi ist ein israelischer Druse und früherer Chief Superintendent der Polizei in Ostjerusalem. Zehn Jahre später traf er mit Grossman zusammen, der mittlerweile in Israel lebt.